# Sân bay Ibiza
Sân bay Ibiza (IATA: IBZ, ICAO: LEIB) (Catalan: Aeroport d'Eivissa, tiếng Tây Ban Nha: Aeropuerto de Ibiza) là sân bay phục vụ quần đảo Balearic Ibiza và Formentera ở Tây Ban Nha, được sử dụng bởi 95% của tất cả những người đến hay khởi hành từ hai hòn đảo này.
Sân bay này nằm 7 km (4,3 mi) về phía tây nam của thị xã Ibiza. Do hòn đảo là một địa điểm du lịch lớn của châu Âu, sân bay phục vụ một số tuyến bay nội địa quanh năm cũng như một vài chục tuyến bay mùa hè theo mùa với các thành phố trên khắp châu Âu. Nó cũng được sử dụng như là một trung tâm theo mùa hè của Vueling.

## Lịch sử
Sân bay này ban đầu được thiết lập làm một sân bay quân sự tạm thời trong cuộc nội chiến Tây Ban Nha, và vẫn mở sau khi xung đột sử dụng như là một sân bay cấp cứu.
Năm 1949, nơi này đã được sử dụng cho một số chuyến bay du lịch trong nước và quốc tế, nhưng sau đó đã bị đóng cửa vào năm 1951.
Mãi cho đến năm 1958 sân bay này bắt đầu để mở lại cho các chuyến bay dân dụng để đáp ứng sự phát triển nhanh chóng của thị trường du lịch tại quần đảo Balearic, đặc biệt là ở Majorca láng giềng. Sân bay được mở cửa trở lại vào ngày 01 tháng 4 năm 1958 với điểm đến đầu tiên trong năm đó bao gồm Ibiza, Palma de Mallorca, Barcelona, Valencia và Madrid.
Sân bay được mở rộng dần dần trong các thập kỷ tiếp theo với đường băng, đường lăn, sân đỗ và nâng cấp nhà ga được thiết kế để đáp ứng với các thị trường du lịch bằng đường hàng không ngày càng tăng mà vào cuối năm 1990 đã tạo ra hơn 3,6 triệu lượt hành khách một năm tại sân bay.
Năm 2011 sân bay tạm thời phục vun hơn 5,6 triệu hành khách và khoảng 61.000 chuyến bay, tăng 11,9% và 8,4% tương ứng so với năm 2010.